# Nothing but the Night
Pour plus de détails, voir Fiche technique et Distribution.
Nothing but the Night est un film fantastique britannique  de Peter Sasdy sorti en 1973 mais resté inédit en salles françaises. Il met en vedettes Christopher Lee, son partenaire habituel Peter Cushing ainsi que Diana Dors.

## Synopsis
Bien que trois donateurs de la fondation Van Traylen aient été trouvés mort dans le même trimestre, la police conclut à une série de suicides. Mais l'enquête rebondit lorsqu'intervient un bien curieux accident de bus, dans lequel se trouvaient les trois derniers donateurs, ainsi qu'une trentaine d'orphelins. Pour le Colonel Bingham, chargé de l'investigation, ce qui parait, en outre, le plus incompréhensible, c'est que le chauffeur ait péri brûlé, alors qu'aucun feu ne se soit déclaré dans le véhicule. Le Dr. Ashley, quant à lui, apportera sa contribution à l'enquête en faisant appel à l'hypnotisme...

## Commentaire
Le film de Peter Sasdy exploite le thème délicat de l'enfance maléfique, qui s'était déjà brillamment illustré dans le cinéma d'épouvante britannique des années 1960 (avec notamment Le Village des damnés (1960) et ses suites, Les Innocents (1961), ou Sa Majesté des mouches (1963)) et qui trouvera, dans les années 1970, un développement plus international avec des œuvres aussi marquantes que L’Autre (1972), Les Révoltés de l'an 2000 (1976) et La Malédiction (1976).
Contrairement à la plupart des titres cités, Nothing But the Night ne fait pratiquement appel à aucun effet d'épouvante traditionnel. Inscrit, en l'occurrence, dans la structure plus classique de l'enquête policière, le mystère ne s'épaissit pas moins à mesure que les rebondissements se succèdent et nous entraînent vers un dénouement aussi étrange que dérangeant.
Comme rarement dans leur carrière commune, les vedettes Christopher Lee et Peter Cushing s'associent dans le camp des enquêteurs confrontés à une bien tortueuse intrigue. Chacun, dans son rôle respectif, incarnera un personnage proche de l'archétype: chef de la Police et expert scientifique s'allient dans une mission dont ils ne soupçonnent pas encore l'ampleur. Ces derniers échouent en effet à reconnaître les rejetons d'une société dont ils symbolisent, à eux seuls, la plus haute autorité. Comme en réaction aux grands mouvements de contestation de la fin des années 1960, le film semble s'interroger sur la manière la plus efficace de préserver les acquis de la Science, les institutions et les valeurs traditionnelles. Pour confondre une jeunesse si disposée à les dynamiter de l'intérieur, quelle meilleure solution que la régénération proche du clonage? Finalement, quelle meilleure forme de conservatisme ? 
Refoulant aussitôt cette idée, comme la plus absurde et la plus révoltante des sciences fictions, le film se conclut d'ailleurs sur la saisissante image d'enfants se jetant du haut d'une falaise. D'elle-même, cette chimère s'avoue vaincue, mort-née, comme pour réaffirmer la nécessité inévitable du cycle naturel: aucune génération ne peut ainsi s'affirmer meilleure que la suivante, et encore moins prétendre à l'éternité.
Malgré une réalisation, une distribution et un suspens que la critique s'accorda à juger solides, le film connaîtra une carrière d'autant plus modeste qu'il bénéficia, pour son exploitation sur le marché américain, d'une campagne promotionnelle peu alléchante. En France, comme dans de nombreux autres pays européens, il ne connut, du reste, aucune sortie en salles.

## Fiche technique
- Titre original : Nothing but the Night (inédit en salles françaises)
- Réalisation : Peter Sasdy
- Scénario : John Blackburn d'après son roman éponyme adapté par Brian Hayles
- Production : Anthony Nelson Keys et Christopher Lee (non crédité)
- Société de production : Charlemagne Productions
- Musique : Malcolm Williamson
- Photographie : Kenneth Talbot
- Montage : Keith Palmer
- Pays d'origine : Royaume-Uni
- Format : Couleurs - Mono
- Genre : Horreur
- Durée : 90 minutes
- Date de sortie : 1973 (inédit en France)

## Distribution
- Christopher Lee : Colonel Charles Bingham
- Peter Cushing : Sir Mark Ashley
- Diana Dors : Anna Harb
- Georgia Brown (actrice) : Joan Foster
- Keith Barron : Dr. Haynes
- Gwyneth Strong : Mary Valleyi
- John Robinson : Lord Fawnlee
- Morris Perry : Dr Yeats
- Michael Gambon : inspecteur Grant
- Duncan Lamont : Dr Knight
- Shelagh Fraser : Mrs Alison
- Kathleen Byron : Dr Rose
- Geoffrey Frederick : l'informaticien
- Louise Nelson : l'infirmière
- Robin Wentworth : Head Porter
- Michael Segal : 1er. journaliste
- John Kelland : 2e. journaliste
- Michael Wynne : Donald
- Ken Watson : Jamie
- Andrew McCulloch : Malcolm
- Paul Humpoletz : Angus
- Stuart Saunders : le sergent de Police
- Stanley Lebor : un policier
- Michael Brennan : Deck Hand
- Beatrice Kane : Helen Van Traylen
- Janet Bruce : Naureen Stokes
- Geoffrey Denton : Paul Anderson

## Autour du Film
- Nothing but the Night est la première production issue de l'éphémère compagnie fondée par le comédien Christopher Lee, la Charlemagne Productions (qui tient son nom du fait que son lignage remonterait à l'illustre roi des Francs). Celle-ci ne sera, en effet, associée qu'à un seul autre projet : Une fille pour le diable (1976) de Peter Sykes.